# Olympische Sommerspiele 1992/Kanu
Bei den XXV. Olympischen Sommerspielen 1992 in Barcelona fanden vom 1. bis 8. August insgesamt 16 Wettkämpfe (zwölf für Männer und vier für Frauen) im Kanusport statt. Die beiden Disziplinen Kanuslalom und Kanurennsport waren vertreten.
Die schnellsten Boote bei den Kanurennen auf der neuen Regattastrecke in Castelldefels waren pink lackiert. In den zwölf ausgetragenen Wettbewerben nahmen die deutschen Starter die Hälfte der Goldmedaillen mit nach Hause. Zwei Olympiasiege gab es dabei im Zweier-Kajak über 500 und 1000 Meter für Kay Bluhm und Torsten Gutsche aus Berlin, die auf der längeren Strecke ihren Verfolgern zur Halbzeit bereits drei Sekunden enteilt waren aber im Ziel nur noch knapp vor dem schwedischen Boot lagen. Auch der deutsche Kajak-Vierer gewann Gold und verwies die Boote aus Ungarn und Australien auf die Plätze. In den Einer-Konkurrenzen im Kajak konnten sich der Finne Mikko Kolehmainen über 500 Meter und der Australier Clint Robinson über 1000 Meter die Goldmedaillen sichern.
Bei den Damen konnte Birgit Schmidt, die besser unter ihrem Geburtsnamen Fischer bekannt ist, ihren Olympiasieg von Moskau zwölf Jahre zuvor im Einer-Kajak wiederholen. Zusammen mit Katrin Borchert und den Olympiasiegerinnen im Zweier, Ramona Portwich und Anke von Seck, gewann sie auch Silber im Vierer. Sie mussten sich nur dem ungarischen Boot knapp geschlagen geben.
In den Rennen im Canadier, in denen die Athleten in ihren Booten knien, war der Bulgare Nikolaj Buchalow der überragende Teilnehmer. Er gewann beide Goldmedaillen über 500 und 1000 Meter. Im Zweier-Canadier siegten über die kürzere Strecke die relativ unbekannten Weißrussen Aljaksandr Massjajkou und Dsmitryj Douhaljonok vor den beiden deutschen Ulrich Papke und Ingo Spelly, die ihrerseits tags darauf den Olympiasieg über 1000 Meter feiern konnten.
Nachdem Kanuslalom letztmals in München 1972 im olympischen Programm gestanden hatte, durften sich die Athleten auf den neugebauten Slalomstrecke in La Seu d’Urgell in vier Bootsklassen beweisen. Die Medaillen gingen dabei allesamt an unterschiedliche Nationen. Den Einer-Kajak der Männer gewann der Italiener Pierpaolo Ferrazzi, bei den Damen siegte während eines heftigen Gewitters Elisabeth Micheler aus Augsburg. Olympiasieger im Canadier-Einer wurde Lukáš Pollert aus der ČSFR und im Canadier-Zweier siegte das Boot aus den USA.

## Bilanz

### Medaillenspiegel
| Platz | Land               | Gold | Silber | Bronze | Gesamt |
| ----- | ------------------ | ---- | ------ | ------ | ------ |
| 1     | Deutschland        | 7    | 2      | 2      | 11     |
| 2     | Bulgarien          | 2    | –      | 1      | 3      |
| 3     | Ungarn             | 1    | 3      | 2      | 6      |
| 4     | Australien         | 1    | 1      | 1      | 3      |
| 5     | Tschechoslowakei   | 1    | 1      | –      | 2      |
| 5     | Vereintes Team     | 1    | 1      | –      | 2      |
| 7     | Vereinigte Staaten | 1    | –      | 2      | 3      |
| 8     | Italien            | 1    | –      | 1      | 2      |
| 9     | Finnland           | 1    | –      | –      | 1      |
| 10    | Schweden           | –    | 2      | 1      | 3      |
| 11    | Frankreich         | –    | 1      | 3      | 4      |
| 12    | Polen              | –    | 1      | 2      | 3      |
| 13    | Norwegen           | –    | 1      | 1      | 2      |
| 14    | Dänemark           | –    | 1      | –      | 1      |
| 14    | Großbritannien     | –    | 1      | –      | 1      |
| 14    | Lettland           | –    | 1      | –      | 1      |

### Medaillengewinner
| Konkurrenz             | Gold                                                                   | Silber                                                        | Bronze                                                          |
| ---------------------- | ---------------------------------------------------------------------- | ------------------------------------------------------------- | --------------------------------------------------------------- |
| Einer-Kajak 500 m      | Mikko Kolehmainen                                                      | Zsolt Gyulay                                                  | Knut Holmann                                                    |
| Einer-Kajak 1000 m     | Clint Robinson                                                         | Knut Holmann                                                  | Gregory Barton                                                  |
| Zweier-Kajak 500 m     | Deutschland Kay Bluhm Torsten Gutsche                                  | Polen Maciej Freimut Wojciech Kurpiewski                      | Italien Bruno Dreossi Antonio Rossi                             |
| Zweier-Kajak 1000 m    | Deutschland Kay Bluhm Torsten Gutsche                                  | Schweden Gunnar Olsson Karl Sundqvist                         | Polen Grzegorz Kotowicz Dariusz Białkowski                      |
| Vierer-Kajak 1000 m    | Deutschland Mario von Appen Oliver Kegel Thomas Reineck André Wohllebe | Ungarn Ferenc Csipes Zsolt Gyulay Attila Ábrahám László Fidel | Australien Kelvin Graham Ian Rowling Steve Wood Ramon Andersson |
| Einer-Canadier 500 m   | Nikolaj Buchalow                                                       | Michał Śliwiński                                              | Olaf Heukrodt                                                   |
| Einer-Canadier 1000 m  | Nikolaj Buchalow                                                       | Ivans Klementjevs                                             | György Zala                                                     |
| Zweier-Canadier 500 m  | Vereintes Team Dsmitryj Douhaljonok Aljaksandr Massjajkou              | Deutschland Ulrich Papke Ingo Spelly                          | Bulgarien Martin Marinow Blagowest Stojanow                     |
| Zweier-Canadier 1000 m | Deutschland Ulrich Papke Ingo Spelly                                   | Dänemark Arne Nielsson Christian Frederiksen                  | Frankreich Didier Hoyer Olivier Boivin                          |
| Slalom Einer-Kajak     | Pierpaolo Ferrazzi                                                     | Sylvain Curinier                                              | Jochen Lettmann                                                 |
| Slalom Einer-Canadier  | Lukáš Pollert                                                          | Gareth Marriott                                               | Jacky Avril                                                     |
| Slalom Zweier-Canadier | Vereinigte Staaten Joe Jacobi Scott Strausbaugh                        | Tschechoslowakei Jiří Rohan Miroslav Šimek                    | Frankreich Franck Adisson Wilfrid Forgues                       |

| Konkurrenz         | Gold                                                      | Silber                                                                   | Bronze                                                                 |
| ------------------ | --------------------------------------------------------- | ------------------------------------------------------------------------ | ---------------------------------------------------------------------- |
| Einer-Kajak 500 m  | Birgit Schmidt                                            | Rita Kőbán                                                               | Izabela Dylewska                                                       |
| Zweier-Kajak 500 m | Deutschland Ramona Portwich Anke von Seck                 | Schweden Agneta Andersson Susanne Gunnarsson                             | Ungarn Rita Kőbán Éva Dónusz                                           |
| Vierer-Kajak 500 m | Ungarn Éva Dónusz Kinga Czigány Erika Mészáros Rita Kőbán | Deutschland Katrin Borchert Birgit Schmidt Anke von Seck Ramona Portwich | Schweden Anna Olsson Maria Haglund Susanne Rosenqvist Agneta Andersson |
| Slalom Einer-Kajak | Elisabeth Micheler                                        | Danielle Woodward                                                        | Dana Chladek                                                           |

## Ergebnisse

### Kanurennen Männer

#### Einer-Kajak500 m
| Platz | Land | Sportler          | Zeit (min) |
| ----- | ---- | ----------------- | ---------- |
| 1     | FIN  | Mikko Kolehmainen | 1:40,34    |
| 2     | HUN  | Zsolt Gyulay      | 1:40,64    |
| 3     | NOR  | Knut Holmann      | 1:40,71    |
| 4     | USA  | Norman Bellingham | 1:40,84    |
| 5     | EUN  | Sjarhej Kalesnik  | 1:40,90    |
| 6     | SUI  | Roberto Liberato  | 1:41,98    |
| 7     | ITA  | Daniele Scarpa    | 1:42,00    |
| 8     | ROU  | Marin Popescu     | 1:42,24    |

Finale am 8. August

#### Einer-Kajak 1000 m
| Platz | Land | Sportler         | Zeit (min) |
| ----- | ---- | ---------------- | ---------- |
| 1     | AUS  | Clint Robinson   | 3:37,26    |
| 2     | NOR  | Knut Holmann     | 3:37,50    |
| 3     | USA  | Gregory Barton   | 3:37,93    |
| 4     | ROU  | Marin Popescu    | 3:38,37    |
| 5     | ITA  | Beniamino Bonomi | 3:41,12    |
| 6     | POR  | José Garcia      | 3:41,60    |
| 7     | DEN  | Thor Nielsen     | 3:41,70    |
| 8     | CAN  | Renn Crichlow    | 3:43,46    |

Finale am 9. August

#### Zweier-Kajak500 m
| Platz | Land | Sportler                            | Zeit (min) |
| ----- | ---- | ----------------------------------- | ---------- |
| 1     | GER  | Kay Bluhm Torsten Gutsche           | 1:28,27    |
| 2     | POL  | Maciej Freimut Wojciech Kurpiewski  | 1:29,84    |
| 3     | ITA  | Bruno Dreossi Antonio Rossi         | 1:30,00    |
| 4     | ESP  | Juan José Román Juan Manuel Sánchez | 1:30,93    |
| 5     | SWE  | Gunnar Olsson Karl Sundqvist        | 1:31,48    |
| 6     | DEN  | Jesper Staal Thor Nielsen           | 1:31,84    |
| 7     | HUN  | Ferenc Csipes Zsolt Gyulay          | 1:32,34    |
| 8     | USA  | Michael Harbold Peter Newton        | 1:33,02    |

Finale am 8. August

#### Zweier-Kajak 1000 m
| Platz | Land | Sportler                             | Zeit (min) |
| ----- | ---- | ------------------------------------ | ---------- |
| 1     | GER  | Kay Bluhm Torsten Gutsche            | 3:16,10    |
| 2     | SWE  | Gunnar Olsson Karl Sundqvist         | 3:17,70    |
| 3     | POL  | Grzegorz Kotowicz Dariusz Białkowski | 3:18,86    |
| 4     | USA  | Gregory Barton Norman Bellingham     | 3:19,26    |
| 5     | ITA  | Paolo Luschi Daniele Scarpa          | 3:20,34    |
| 6     | HUN  | Krisztián Bártfai András Rajna       | 3:20,71    |
| 7     | TCH  | René Kučera Petr Hruška              | 3:23,12    |
| 8     | NZL  | Ian Ferguson Paul MacDonald          | 3:26,84    |

Finale am 9. August

#### Vierer-Kajak1000 m
| Platz | Land | Sportler                                                            | Zeit (min) |
| ----- | ---- | ------------------------------------------------------------------- | ---------- |
| 1     | GER  | Mario von Appen Oliver Kegel Thomas Reineck André Wohllebe          | 2:54,18    |
| 2     | HUN  | Ferenc Csipes Zsolt Gyulay Attila Ábrahám László Fidel              | 2:54,82    |
| 3     | AUS  | Kelvin Graham Ian Rowling Steve Wood Ramon Andersson                | 2:56,97    |
| 4     | TCH  | Róbert Erban Juraj Kadnár Attila Szabó Jozef Turza                  | 2:57,06    |
| 5     | ROU  | Geza Magyar Sorin Petcu Romică Şerban Daniel Stoian                 | 3:00,11    |
| 6     | POL  | Maciej Freimut Grzegorz Kaleta Grzegorz Krawców Wojciech Kurpiewski | 3:01,43    |
| 7     | SWE  | Jonas Fager Pablo Grate Anders Ohlsén Hans Olsson                   | 3:01,46    |
| 8     | BUL  | Petar Godew Nikolaj Georgiew Milko Kasanow Nikolai Jordanow         | 3:02,08    |

Finale am 9. August

#### Einer-Canadier500 m
| Platz | Land | Sportler            | Zeit (min) |
| ----- | ---- | ------------------- | ---------- |
| 1     | BUL  | Nikolaj Buchalow    | 1:51,32    |
| 2     | EUN  | Michał Śliwiński    | 1:51,40    |
| 3     | GER  | Olaf Heukrodt       | 1:53,00    |
| 4     | TCH  | Slavomír Kňazovický | 1:54,51    |
| 5     | HUN  | Imre Pulai          | 1:54,86    |
| 6     | CAN  | Steve Giles         | 1:55,80    |
| 7     | FRA  | Pascal Sylvoz       | 1:55,96    |
| 8     | ROU  | Victor Partnoi      | 1:57,34    |

Finale am 8. August

#### Einer-Canadier 1000 m
| Platz | Land | Sportler          | Zeit (min) |
| ----- | ---- | ----------------- | ---------- |
| 1     | BUL  | Nikolaj Buchalow  | 4:05,92    |
| 2     | LVA  | Ivans Klementjevs | 4:06,60    |
| 3     | HUN  | György Zala       | 4:07,35    |
| 4     | GER  | Matthias Röder    | 4:08,96    |
| 5     | FRA  | Pascal Sylvoz     | 4:09,82    |
| 6     | GBR  | Andrew Train      | 4:12,58    |
| 7     | ROU  | Victor Partnoi    | 4:14,57    |
| 8     | TCH  | Jan Bartůněk      | 4:15,25    |

Finale am 9. August

#### Zweier-Canadier500 m
| Platz | Land | Sportler                                   | Zeit (min) |
| ----- | ---- | ------------------------------------------ | ---------- |
| 1     | EUN  | Dsmitryj Douhaljonok Aljaksandr Massjajkou | 1:41,54    |
| 2     | GER  | Ulrich Papke Ingo Spelly                   | 1:41,68    |
| 3     | BUL  | Martin Marinow Blagowest Stojanow          | 1:41,94    |
| 4     | ROU  | Gheorghe Andriev Nicolae Juravschi         | 1:42,84    |
| 5     | DEN  | Arne Nielsson Christian Frederiksen        | 1:42,92    |
| 6     | FRA  | Didier Hoyer Olivier Boivin                | 1:43,04    |
| 7     | HUN  | Attila Pálizs György Kolonics              | 1:43,27    |
| 8     | TCH  | Jan Bartůněk Waldemar Fibigr               | 1:44,70    |

Finale am 8. August

#### Zweier-Canadier 1000 m
| Platz | Land | Sportler                              | Zeit (min) |
| ----- | ---- | ------------------------------------- | ---------- |
| 1     | GER  | Ulrich Papke Ingo Spelly              | 3:37,42    |
| 2     | DEN  | Arne Nielsson Christian Frederiksen   | 3:39,26    |
| 3     | FRA  | Didier Hoyer Olivier Boivin           | 3:39,51    |
| 4     | ROU  | Gheorghe Andriev Nicolae Juravschi    | 3:39,88    |
| 5     | HUN  | Attila Pálizs György Kolonics         | 3:42,86    |
| 6     | BUL  | Martin Marinow Blagowest Stojanow     | 3:43,97    |
| 7     | CAN  | Larry Cain David Frost                | 3:46,21    |
| 8     | EUN  | Oleksij Ihrajew Alexander Gramowitsch | 3:53,90    |

Finale am 9. August

### Kanurennen Frauen

#### Einer-Kajak 500 m
| Platz | Land | Sportlerin       | Zeit (min) |
| ----- | ---- | ---------------- | ---------- |
| 1     | GER  | Birgit Schmidt   | 1:51,60    |
| 2     | HUN  | Rita Kőbán       | 1:51,96    |
| 3     | POL  | Izabela Dylewska | 1:52,36    |
| 4     | ITA  | Josefa Idem      | 1:52,78    |
| 5     | AUT  | Ursula Profanter | 1:53,17    |
| 6     | FRA  | Sabine Goetschy  | 1:53,53    |
| 7     | CAN  | Caroline Brunet  | 1:54,82    |
| 8     | ROU  | Sanda Toma       | 1:54,84    |

Finale am 8. August

#### Zweier-Kajak 500 m
| Platz | Land | Sportlerinnen                       | Zeit (min) |
| ----- | ---- | ----------------------------------- | ---------- |
| 1     | GER  | Ramona Portwich Anke von Seck       | 1:40,29    |
| 2     | SWE  | Agneta Andersson Susanne Gunnarsson | 1:40,41    |
| 3     | HUN  | Rita Kőbán Éva Dónusz               | 1:40,81    |
| 4     | ROU  | Sanda Toma Carmen Simion            | 1:42,12    |
| 5     | CAN  | Alison Herst Klara MacAskill        | 1:42,14    |
| 6     | POL  | Izabela Dylewska Elżbieta Urbańczyk | 1:42,44    |
| 7     | CHN  | Zhao Xiaoli Ning Menghua            | 1:42,46    |
| 8     | DEN  | Jeanette Knudsen Yvonne Knudsen     | 1:43,98    |

Finale am 8. August

#### Vierer-Kajak 500 m
| Platz | Land | Sportlerinnen                                                      | Zeit (min) |
| ----- | ---- | ------------------------------------------------------------------ | ---------- |
| 1     | HUN  | Éva Dónusz Kinga Czigány Erika Mészáros Rita Kőbán                 | 1:36,32    |
| 2     | GER  | Katrin Borchert Birgit Schmidt Anke von Seck Ramona Portwich       | 1:38,47    |
| 3     | SWE  | Anna Olsson Maria Haglund Susanne Rosenqvist Agneta Andersson      | 1:39,79    |
| 4     | ROU  | Viorica Iordache Claudia Nicula Carmen Simion Sanda Toma           | 1:41,02    |
| 5     | CHN  | Ning Menghua Wang Jing Wen Yanfang Zhao Xiaoli                     | 1:41,12    |
| 6     | CAN  | Caroline Brunet Alison Herst Klara MacAskill Kevyn Stafford        | 1:42,28    |
| 7     | USA  | Shelia Conover Alexandra Harbold Cathy Marino-Geers Traci Phillips | 1:43,00    |
| 8     | AUS  | Denise Cooper Lynda Lehmann Gayle Mayes Anna Wood                  | 1:43,88    |

Finale am 9. August

### Kanuslalom Männer

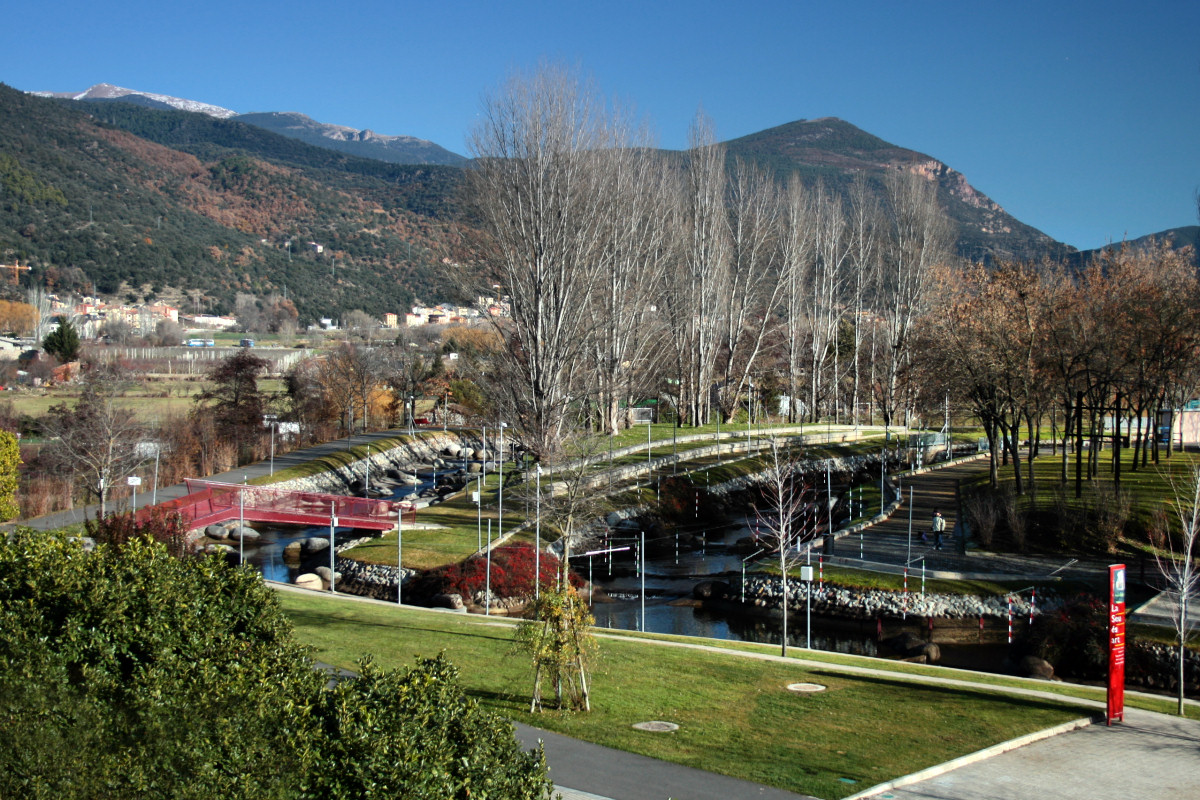
Segre Olympic Park in La Seu d’Urgell, Panorama

#### Einer-Kajak
| Platz | Land | Sportler           | Punkte |
| ----- | ---- | ------------------ | ------ |
| 1     | ITA  | Pierpaolo Ferrazzi | 106,89 |
| 2     | FRA  | Sylvain Curinier   | 107,06 |
| 3     | GER  | Jochen Lettmann    | 108,52 |
| 4     | GBR  | Richard Fox        | 108,85 |
| 5     | FRA  | Laurent Brissaud   | 109,37 |
| 6     | SLO  | Marjan Štrukelj    | 110,11 |
| 7     | GBR  | Melvyn Jones       | 110,40 |
| 8     | IRL  | Ian Wiley          | 110,45 |

2. August

#### Einer-Canadier
| Platz | Land | Sportler         | Punkte |
| ----- | ---- | ---------------- | ------ |
| 1     | TCH  | Lukáš Pollert    | 113,69 |
| 2     | GBR  | Gareth Marriott  | 116,48 |
| 3     | FRA  | Jacky Avril      | 117,18 |
| 4     | USA  | Jon Lugbill      | 118,62 |
| 5     | ITA  | Renato de Monti  | 119,02 |
| 6     | GER  | Martin Lang      | 119,19 |
| 7     | FRA  | Emmanuel Brugvin | 119,19 |
| 8     | TCH  | Juraj Ontko      | 120,23 |

1. August

#### Zweier-Canadier
| Platz | Land | Sportler                       | Punkte |
| ----- | ---- | ------------------------------ | ------ |
| 1     | USA  | Joe Jacobi Scott Strausbaugh   | 122,41 |
| 2     | TCH  | Jiří Rohan Miroslav Šimek      | 124,25 |
| 3     | FRA  | Franck Adisson Wilfrid Forgues | 124,38 |
| 4     | USA  | James McEwan Lecky Haller      | 128,05 |
| 5     | SUI  | Ueli Matti Peter Matti         | 128,55 |
| 6     | TCH  | Pavel Štercl Petr Štercl       | 130,42 |
| 7     | TCH  | Jan Petříček Tomáš Petříček    | 131,86 |
| 8     | FRA  | Thierry Saïdi Emmanuel del Rey | 132,29 |

2. August

### Kanuslalom Frauen

#### Einer-Kajak
| Platz | Land | Sportlerin          | Punkte |
| ----- | ---- | ------------------- | ------ |
| 1     | GER  | Elisabeth Micheler  | 126,41 |
| 2     | AUS  | Danielle Woodward   | 128,27 |
| 3     | USA  | Dana Chladek        | 131,75 |
| 4     | GER  | Eva Roth            | 132,29 |
| 5     | FRA  | Marianne Agulhon    | 132,89 |
| 6     | GER  | Kordula Striepecke  | 134,49 |
| 7     | TCH  | Zdenka Grossmannová | 135,79 |
| 8     | CAN  | Joanne Woods        | 138,06 |

1. August